# 医官 (官名)
醫官是指一些君主制國家中專門負責醫療的官員，他們當中有些是專門負責診治君主或其他皇室成員，亦有些會負責地方民眾的醫療，尤其是疫症發生時，一些醫官會被派駐疫區診治當地的病者。